# Irene van der Reijken
Irene van der Reijken (* 13. August 1993 in Rotterdam) ist eine niederländische Langstrecken- und Hindernisläuferin.

## Sportliche Laufbahn
Erste internationale Erfahrungen sammelte Irene van der Reijken im Jahr 2018, als sie bei den Europameisterschaften in Berlin mit 9:67,10 min im Vorlauf über 3000 m Hindernis ausschied. 2021 siegte sie in 9:33,83 min beim Internationalen Pfingstsportfest Rehlingen  und qualifizierte sich zudem für die Teilnahme an den Olympischen Sommerspielen in Tokio, bei denen sie mit 9:42,98 min den Finaleinzug verpasste. 
In den Jahren von 2017 bis 2021 wurde van der Reijken niederländische Meisterin über 3000 m Hindernis sowie 2019 auch im 5000-Meter-Lauf.

## Persönliche Bestzeiten
- 3000 Meter: 9:18,23 min, 4. Juli 2021 in Vught
  - 3000 Meter (Halle): 9:19,12 min, 10. Februar 2021 in Apeldoorn
- 5000 Meter: 16:32,04 min, 27. Juli 2019 in Den Haag
- 2000 m Hindernis: 6:18,04 min, 8. Mai 2021 in Pliezhausen (niederländische Bestleistung)
- 3000 m Hindernis: 9:27,38 min, 3. Juni 2021 in Huelva (niederländischer Rekord)